# Obiekt transferu danych
Obiekt transferu danych (DTO, ang. Data transfer object) − w programowaniu obiektowym, obiekt który przechowuje tylko pola publiczne, bez metod. Często używany do komunikacji z bazami danych np. w bibliotekach ORM.